# Dogg Food
Albums de Tha Dogg Pound
Dillinger & Young Gotti
(2001)
Singles
1. Respect
Sortie : 1995
2. New York, New York
Sortie : 1995
3. Let's Play House
Sortie : 1995

Dogg Food est le premier album studio de Tha Dogg Pound, sorti le 31 octobre 1995.
L'album s'est classé 1er au Billboard 200 et au Top R&B/Hip-Hop Albums, et 21e au Top Heatseekers et a été certifié double disque de platine aux États-Unis, le 5 janvier 1996, par la RIAA avec plus deux millions d'exemplaires vendus.

## Liste des titres
| No  | Titre                                                                                                | Auteur                                                                                             | Contient un (des) sample(s) de                                                                                 | Durée |
| --- | --- | -------------------------------------------------------------------------------------------------- | --- | ----- |
| 1.  | Intro (Produit par Dat Nigga Daz)                                                                    | Delmar Arnaud                                                                                      | The Shalimar des Last Poets                                                                                    | 0:18  |
| 2.  | Dogg Pound Gangstaz (Produit par Dat Nigga Daz)                                                      | Ricardo Brown et Delmard Arnaud                                                                    | Nowhere 2 Hide de DJ Pooh featuring Threat                                                                     | 5:21  |
| 3.  | Respect (featuring Dr. Dre, Prince Ital Joe et Nancy Fletcher – Produit par Dat Nigga Daz)           | Delemond « Big Pimpin' » Williams, R. Brown et D. Arnaud                                           | Flash Light de Parliament                                                                                      | 5:55  |
| 4.  | New York, New York (featuring Snoop Doggy Dogg – Produit par DJ Pooh)                                | R. Brown et Calvin Broadus                                                                         | New York, New York de Grandmaster Flash and The Furious Five You're a Customer d'EPMD I Can't Dance de Genesis | 4:50  |
| 5.  | Smooth (featuring Snoop Doggy Dogg et Val Young – Produit par DJ Pooh)                               | R. Brown, C. Broadus et Val Young                                                                  | La Di Da Di de Doug E. Fresh et Slick Rick Tha Shiznit de Snoop Dogg                                           | 4:35  |
| 6.  | Cyco-Lic-No (Bitch Azz Niggaz) (featuring Snoop Doggy Dogg et Mr. Malik – Produit par Dat Nigga Daz) | R. Brown, C. Broadus, D. Arnaud et Malik Edwards                                                   | | 4:55  |
| 7.  | Ridin', Slipin' and Slidin' (Produit par Dat Nigga Daz et Dave Swang)                                | Sentrelle Connerly, R. Brown et D. Arnaud                                                          | | 4:01  |
| 8.  | Big Pimpin' 2 (featuring Big Pimpin' Delemond – Produit par Dat Nigga Daz)                           | D. « Big Pimpin' » Williams                                                                        | | 1:35  |
| 9.  | Let's Play House (featuring Dr. Dre, Michel'le et Nate Dogg – Produit par Dat Nigga Daz)             | Big Simon, Cynthia Calhoun, R. Brown, D. Arnaud, Nathaniel Hale, Michel'le Toussaint et C. Broadus | London Bridge Is Falling Down (traditionnel)                                                                   | 3:24  |
| 10. | I Don't Like to Dream about Gettin' Paid (featuring Nate Dogg – Produit par Dat Nigga Daz)           | N. Hale, C. Broadus et R.Brown                                                                     | Love Will Find a Way de Lionel Richie Paid in Full d'Eric B. & Rakim                                           | 5:15  |
| 11. | Do What I Feel (featuring The Lady of Rage – Produit par Dat Nigga Daz)                              | Robin Allen, R. Brown et D. Arnaud                                                                 | | 3:30  |
| 12. | If We All Fucc (featuring Snoop Doggy Dogg – Produit par Dat Nigga Daz)                              | R. Brown, C. Broadus et D. Arnaud                                                                  | | 3:13  |
| 13. | Some Bomb Azz Pussy (featuring Snoop Doggy Dogg – Produit par Dat Nigga Daz)                         | R. Brown, C. Broadus, D. Arnaud, Christopher « Big C-Style » Bowden et Darryl « Joe Cool » Daniel  | | 4:29  |
| 14. | A Dogg'z Day Afternoon (featuring Nate Dogg – Produit par Dat Nigga Daz)                             | R. Brown, D. Arnaud et N. Hale                                                                     | | 2:45  |
| 15. | Reality (featuring Tray Deee – Produit par Dat Nigga Daz et Emanuel « Porkchop » Dean)               | R. Brown et D. Arnaud                                                                              | | 6:16  |
| 16. | One by One (Produit par Dat Nigga Daz)                                                               | R. Brown et D. Arnaud                                                                              | | 5:09  |
| 17. | Sooo Much Style (Produit par Soopafly et Overdose)                                                   | R. Brown, D. Arnaud et William Moore                                                               | | 5:44  |